# Саксіс (Вірджинія)
Саксіс (англ. Saxis) — місто (англ. town) в США, в окрузі Аккомак штату Вірджинія. Населення — 172 особи (2020).

## Географія
Саксіс розташований за координатами 37°55′41″ пн. ш. 75°43′22″ зх. д. / 37.92806° пн. ш. 75.72278° зх. д. (37.928003, -75.722648).  За даними Бюро перепису населення США в 2010 році місто мало площу 1,11 км², з яких 1,10 км² — суходіл та 0,01 км² — водойми.

## Демографія
Згідно з переписом 2010 року, у місті мешкала 241 особа в 117 домогосподарствах у складі 68 родин. Густота населення становила 216 осіб/км².  Було 179 помешкань (161/км²).
Расовий склад населення:
| - 97,5 % — білих - 0,4 % — чорних або афроамериканців |

До двох чи більше рас належало 2,1 %. Частка іспаномовних становила 0,0 % від усіх жителів.
За віковим діапазоном населення розподілялося таким чином: 11,6 % — особи молодші 18 років, 56,9 % — особи у віці 18—64 років, 31,5 % — особи у віці 65 років та старші. Медіана віку мешканця становила 55,5 року. На 100 осіб жіночої статі у місті припадало 92,8 чоловіків;  на 100 жінок у віці від 18 років та старших — 93,6 чоловіків також старших 18 років.
Середній дохід на одне домашнє господарство  становив 49 728 доларів США (медіана — 32 917), а середній дохід на одну сім'ю — 71 320 доларів (медіана — 43 438). Медіана доходів становила 40 625 доларів для чоловіків та 35 417 доларів для жінок. За межею бідності перебувало 15,7 % осіб, у тому числі 0,0 % дітей у віці до 18 років та 15,6 % осіб у віці 65 років та старших.
Цивільне працевлаштоване населення становило 80 осіб. Основні галузі зайнятості: освіта, охорона здоров'я та соціальна допомога — 16,3 %, оптова торгівля — 13,8 %, сільське господарство, лісництво, риболовля — 12,5 %, виробництво — 11,3 %.